# Emmanuel von Belgien
Prinz Emmanuel Léopold Guillaume François Marie von Belgien (* 4. Oktober 2005 in Anderlecht) ist das dritte Kind des belgischen Königs Philippe und dessen Frau Mathilde. Er steht hinter seinem älteren Bruder Gabriel auf Platz drei der belgischen Thronfolge.                                                                                          

## Leben
Emmanuel von Belgien wurde am 4. Oktober 2005 als drittes Kind des damaligen Kronprinzenpaares Philippe von Belgien und dessen Ehefrau Mathilde d'Udekem d'Acoz in Anderlecht geboren und am 10. Dezember 2005 in der Schlosskirche von Ciergnon getauft. Seine Taufpaten waren seine Tante mütterlicherseits, Gräfin Elisabeth d'Udekem d'Acoz (Markgräfin Pallavicini) und Guillaume, Erbgroßherzog von Luxemburg. Er hat eine ältere Schwester, Elisabeth (* 2001), einen älteren Bruder, Gabriel (* 2003) und eine jüngere Schwester namens Eléonore (* 2008). Die Familie lebt im Schloss Laeken im Norden Brüssels. 
Im September 2012 wurde bekannt gegeben, dass Emmanuel das niederländischsprachige Sint-Jan Berchmanscollege in Brüssel, die Schule, die auch seine Geschwister besuchten, verließ, um die Eureka-Sonderschule in Kessel-Lo zu besuchen. Die Schule richtet sich an Kinder mit normaler Intelligenz und an begabte Kinder, die an Legasthenie leiden, was bei ihm der Fall ist. Im August 2020 wurde bekannt gegeben, dass Emmanuel auf die International School of Brussels, eine englischsprachige Privatschule in Watermael-Boitsfort in der Nähe von Brüssel, wechselte, dieselbe Schule, die sein Bruder Gabriel von 2019 bis 2021 besuchte.
Emmanuel fährt gerne Rad, schwimmt, fährt Ski und segelt. Außerdem spielt er Flöte und Saxophon. Er spricht Französisch, Niederländisch und Englisch.

## Titel und Anrede
Sein aktueller Titel ist: Seine Königliche Hoheit Prinz Emmanuel von Belgien.

## Vorfahren
| Ahnentafel Prinz Gabriel von Belgien                                 | Ahnentafel Prinz Gabriel von Belgien                                                          | Ahnentafel Prinz Gabriel von Belgien                                                                                        | Ahnentafel Prinz Gabriel von Belgien                                                                                          | Ahnentafel Prinz Gabriel von Belgien                                                                                   | Ahnentafel Prinz Gabriel von Belgien                                                                  | Ahnentafel Prinz Gabriel von Belgien                                                                            | Ahnentafel Prinz Gabriel von Belgien                                                  | Ahnentafel Prinz Gabriel von Belgien                                                  |
| -------------------------------------------------------------------- | --------------------------------------------------------------------------------------------- | --- | --- | --- | --- | --- | ------------------------------------------------------------------------------------- | ------------------------------------------------------------------------------------- |
| Ururgroßeltern                                                       | Albert I., König der Belgier (1875–1934) ⚭ 1900 Elisabeth, Herzogin in Bayern (1876–1965)     | Prinz Carl von Schweden, Herzog von Västergötland (1861–1951) ⚭ 1897 Prinzessin Ingeborg Charlotte von Dänemark (1878–1958) | Fulco Beniamino Ruffo di Calabria, 5. Herzog von Guardia Lombarda (1848–1901) ⚭ 1877 Laura Mosselman du Chenoy (1851/4?–1925) | Graf Augusto Gazelli di Rossana (1855–1937) ⚭ Gräfin Maria Cristina dei Rignon (1858–1930)                             | Baron Maximilien d’Udekem d’Acoz (1861–1921) ⚭ 1884 Jonkvrouw Marie van Eyll (1863–1935)              | Jonkheer Clement van Outryve d’Ydewalle (1876–1942) ⚭ 1897 Jonkvrouw Madeleine Thibault de Boesinge (1876–1931) | Graf Michael Komorowski (1875–1950) ⚭ 1904 Maria Zabarowska (1875–1953)               | Fürst Adam Sigismund Sapieha (1892–1970) ⚭ 1918 Gräfin Therese Sobańska (1891–1975)   |
| Urgroßeltern                                                         | Leopold III., König der Belgier (1901–1983) ⚭ 1926 Prinzessin Astrid von Schweden (1905–1935) | Leopold III., König der Belgier (1901–1983) ⚭ 1926 Prinzessin Astrid von Schweden (1905–1935)                               | Fulco Ruffo di Calabria, 6. Herzog von Guardia Lombarda (1884–1946) ⚭ 1919 Gräfin Luisa Gazelli di Rossana (1896–1989)        | Fulco Ruffo di Calabria, 6. Herzog von Guardia Lombarda (1884–1946) ⚭ 1919 Gräfin Luisa Gazelli di Rossana (1896–1989) | Baron Charles d’Udekem d’Acoz (1885–1968) ⚭ 1933 Jonkvrouw Suzanne van Outryve d’Ydewalle (1898–1983) | Baron Charles d’Udekem d’Acoz (1885–1968) ⚭ 1933 Jonkvrouw Suzanne van Outryve d’Ydewalle (1898–1983)           | Graf Léon-Michel Komorowski (1907–1992) ⚭ 1942 Prinzessin Zofia Sapieha (1919–1997)   | Graf Léon-Michel Komorowski (1907–1992) ⚭ 1942 Prinzessin Zofia Sapieha (1919–1997)   |
| Großeltern                                                           | Albert II. (* 1934) König der Belgier 1993–2013 ⚭ 1959 Donna Paola Ruffo di Calabria (* 1937) | Albert II. (* 1934) König der Belgier 1993–2013 ⚭ 1959 Donna Paola Ruffo di Calabria (* 1937)                               | Albert II. (* 1934) König der Belgier 1993–2013 ⚭ 1959 Donna Paola Ruffo di Calabria (* 1937)                                 | Albert II. (* 1934) König der Belgier 1993–2013 ⚭ 1959 Donna Paola Ruffo di Calabria (* 1937)                          | Graf Patrick d’Udekem d’Acoz (1936–2008) ⚭ 1971 Gräfin Anna Maria Komorowska (* 1946)                 | Graf Patrick d’Udekem d’Acoz (1936–2008) ⚭ 1971 Gräfin Anna Maria Komorowska (* 1946)                           | Graf Patrick d’Udekem d’Acoz (1936–2008) ⚭ 1971 Gräfin Anna Maria Komorowska (* 1946) | Graf Patrick d’Udekem d’Acoz (1936–2008) ⚭ 1971 Gräfin Anna Maria Komorowska (* 1946) |
| Eltern                                                               | Philippe, König der Belgier (* 1960) ⚭ 1999 Gräfin Mathilde d’Udekem d’Acoz (* 1973)          | Philippe, König der Belgier (* 1960) ⚭ 1999 Gräfin Mathilde d’Udekem d’Acoz (* 1973)                                        | Philippe, König der Belgier (* 1960) ⚭ 1999 Gräfin Mathilde d’Udekem d’Acoz (* 1973)                                          | Philippe, König der Belgier (* 1960) ⚭ 1999 Gräfin Mathilde d’Udekem d’Acoz (* 1973)                                   | Philippe, König der Belgier (* 1960) ⚭ 1999 Gräfin Mathilde d’Udekem d’Acoz (* 1973)                  | Philippe, König der Belgier (* 1960) ⚭ 1999 Gräfin Mathilde d’Udekem d’Acoz (* 1973)                            | Philippe, König der Belgier (* 1960) ⚭ 1999 Gräfin Mathilde d’Udekem d’Acoz (* 1973)  | Philippe, König der Belgier (* 1960) ⚭ 1999 Gräfin Mathilde d’Udekem d’Acoz (* 1973)  |
| Prinz Emmanuel Léopold Guillaume François Marie von Belgien (* 2005) |                                                                                               | | | | | |                                                                                       |                                                                                       |